# Dono (comico)
Dono o Dono Warkop, pseudonimo di Wahjoe Sardono (30 settembre 1951 – 30 dicembre 2001), è stato un attore, comico e insegnante indonesiano.

## Biografia
È stato uno dei membri del gruppo comico Warkop. La sua carriera è iniziata mentre era ancora uno studente di sociologia all'Università dell'Indonesia (UI). Ha lavorato come assistente di insegnamento per Selo Soemardjan insieme a Paulus Wirutomo.
Dopo gli studi, Dono ha costruito la sua popolarità con il gruppo Warkop, recitando in 34 film comici tra il 1980 e il 1995. Era anche attivo nella scrittura di romanzi e articoli su questioni sociali nei media fino alla fine della sua vita. Dono è deceduto alla fine del 2001 a causa di un cancro ai polmoni.